# حافة الدار (السياني)

تعديل مصدري - تعديل

حافة الدار محلة تابعة لقرية عدن جود، التابعة لعزلة الهادس بمديرية السياني إحدى مديريات محافظة إب في الجمهورية اليمنية.، بلغ تعداد سكانها 84 حسب تعداد اليمن لعام 2004.